# 予感 (合唱曲)
「予感」は、片岡輝(作詞)と大熊崇子(作曲)によって手掛けられた合唱曲である。
2002年のNHK全国学校音楽コンクール中学校の部の課題曲であり、コンクール終了後も日本中の中学校の合唱コンクールなどで歌われている。
砂漠に木を植える様子からつくられ、歌詞中の｢1本の苗｣や｢1杯の水｣は人々の中にある夢や希望を示唆している。
モデルは遠山正瑛。